# Meslières
Meslières é uma comuna francesa na região administrativa de Borgonha-Franco-Condado, no departamento de Doubs. Estende-se por uma área de 2,99 km². Em 2010 a comuna tinha 359 habitantes (densidade: 120,1 hab./km²).